# Sulewo-Prusy
Sulewo-Prusy [suˈlɛvɔ ˈprusɨ] est un village polonais de la gmina de Wąsosz dans le powiat de Grajewo et dans la voïvodie de Podlachie. Il se situe à environ 6 kilomètres au sud-est de Wąsosz, à 17 kilomètres au sud de Grajewo et à 67 kilomètres au nord-ouest de Białystok. 